# Статистичний реєстр підприємств
Статистичний реєстр підприємств — автоматизована система збирання, накопичення та обробки даних про організації з метою ведення статистичних спостережень національними органами статистики.